# Ernest Revenu
 (mai 2023).
Si vous disposez d'ouvrages ou d'articles de référence ou si vous connaissez des sites web de qualité traitant du thème abordé ici, merci de compléter l'article en donnant les références utiles à sa vérifiabilité et en les liant à la section « Notes et références ».
Ernest Revenu, né le 11 décembre 1910 à Neuf-Mesnil (Nord) et décédé le 11 mai 1990 à Melun, est un maître d'armes d'escrime français.

## Biographie
À l'origine un adjudant-chef de la Gendarmerie nationale en formation à l'École des officiers de la Gendarmerie nationale, il décide en 1945 d'enseigner l'escrime au sein de la ville.
Il suit des cours et passe son diplôme en commençant son enseignement auprès des enfants des officiers et des gendarmes. Passionné, il décide d'élargir ses cours auprès des scolaires, notamment le groupe Pasteur et l'école privée Saint-Aspais (pour cette dernière avec le soutien actif de l'abbé André Bezine, préfet de discipline), situés à proximité.
C'est à partir de cette période qu'il est devenu le maître d'armes de nombreux médaillés de haut niveau : Jacky Courtillat, Brigitte Gapais-Dumont, Hugues Leseur, Bruno Boscherie, Bernard Talvard, Daniel Revenu (son fils) ainsi que Frédéric Pietruszka, qui fut président de la FFE.
Son activité de maître d'armes au Cercle d'Escrime de Melun aura duré de 1947 à 1981. La salle d'armes de la ville porte son nom.
Il est le père des escrimeurs Colette Revenu et Daniel Revenu.